# モーブ (色)
モーブ (仏語 mauve) は、薄く灰色がかった紫色で、マゼンタよりも灰色･青みが強い。「薄い青」とされる野草の多くは、実際にはモーブ色である。
"mauve" は葵、とくにゼニアオイ (malva) の意のフランス語である。ただし、西欧に昔からあった色の固有名ではなく、1856年に発明され後に「モーブ」と命名された紫色の合成染料の色を表す色名である。
日本工業規格においては、JIS慣用色名の1つとして下のようにマンセル値で色が定義されている。

## 近似色
- 紫
- ライラック (色)